# Municipio de Clay (condado de Lafayette)
El municipio de Clay (en inglés: Clay Township) es un municipio ubicado en el condado de Lafayette en el estado estadounidense de Misuri. En el año 2010 tenía una población de 4996 habitantes y una densidad poblacional de 19,71 personas por km².

## Geografía
El municipio de Clay se encuentra ubicado en las coordenadas 39°4′58″N 94°0′58″O / 39.08278, -94.01611. Según la Oficina del Censo de los Estados Unidos, el municipio tiene una superficie total de 253.44 km², de la cual 247.74 km² corresponden a tierra firme y (2.25%) 5.7 km² es agua.

## Demografía
Según el censo de 2010, había 4996 personas residiendo en el municipio de Clay. La densidad de población era de 19,71 hab./km². De los 4996 habitantes, el municipio de Clay estaba compuesto por el 96.02% blancos, el 0.96% eran afroamericanos, el 0.56% eran amerindios, el 0.18% eran asiáticos, el 0.12% eran isleños del Pacífico, el 0.6% eran de otras razas y el 1.56% pertenecían a dos o más razas. Del total de la población el 1.84% eran hispanos o latinos de cualquier raza.